# Zamek w Bragançy
Artykuł ten został zgłoszony do umieszczenia na stronie głównej w rubryce „Czy wiesz”.
Pomóż nam go sprawdzić: oceń zgłoszoną nominację.
Zamek w Bragançy (port. Castelo de Bragança) – średniowieczny zamek położony w historycznym centrum miasta Bragança, w północno-wschodniej Portugalii. Jest to jeden z najlepiej zachowanych i najważniejszych zamków w kraju, charakteryzujący się potężnym donżonem i podwójnym pierścieniem murów obronnych. Od 1910 roku jest klasyfikowany jako Pomnik Narodowy (port. Monumento Nacional).

## Historia
Pierwsze fortyfikacje na wzgórzu, na którym stoi zamek, istniały już w czasach rzymskich. Obecna budowla ma swoje korzenie w okresie rekonkwisty. Około 1187 roku król Sancho I nadał Bragançy foral (przywilej lokacyjny) i nakazał budowę potężnej twierdzy, która miała strzec północno-wschodniej granicy królestwa przed atakami z królestw Leónu i Kastylii. Budowę kontynuowano w XIII wieku za panowania króla Alfonsa III. Na przełomie XIII i XIV wieku, za rządów króla Dionizego I, wzniesiono zewnętrzny mur obronny (barbakan).
W XV wieku zamek stał się rezydencją książąt Bragança, jednego z najpotężniejszych rodów arystokratycznych w Portugalii. Donżon został wówczas przystosowany do funkcji pałacowej. Zamek odgrywał ważną rolę militarną aż do XIX wieku, m.in. podczas portugalskiej wojny o restaurację niepodległości. W XX wieku przeprowadzono gruntowne prace restauracyjne, które przywróciły mu dawny wygląd. W donżonie zamkowym mieści się obecnie Muzeum Wojskowe (Museu Militar de Bragança).

## Architektura

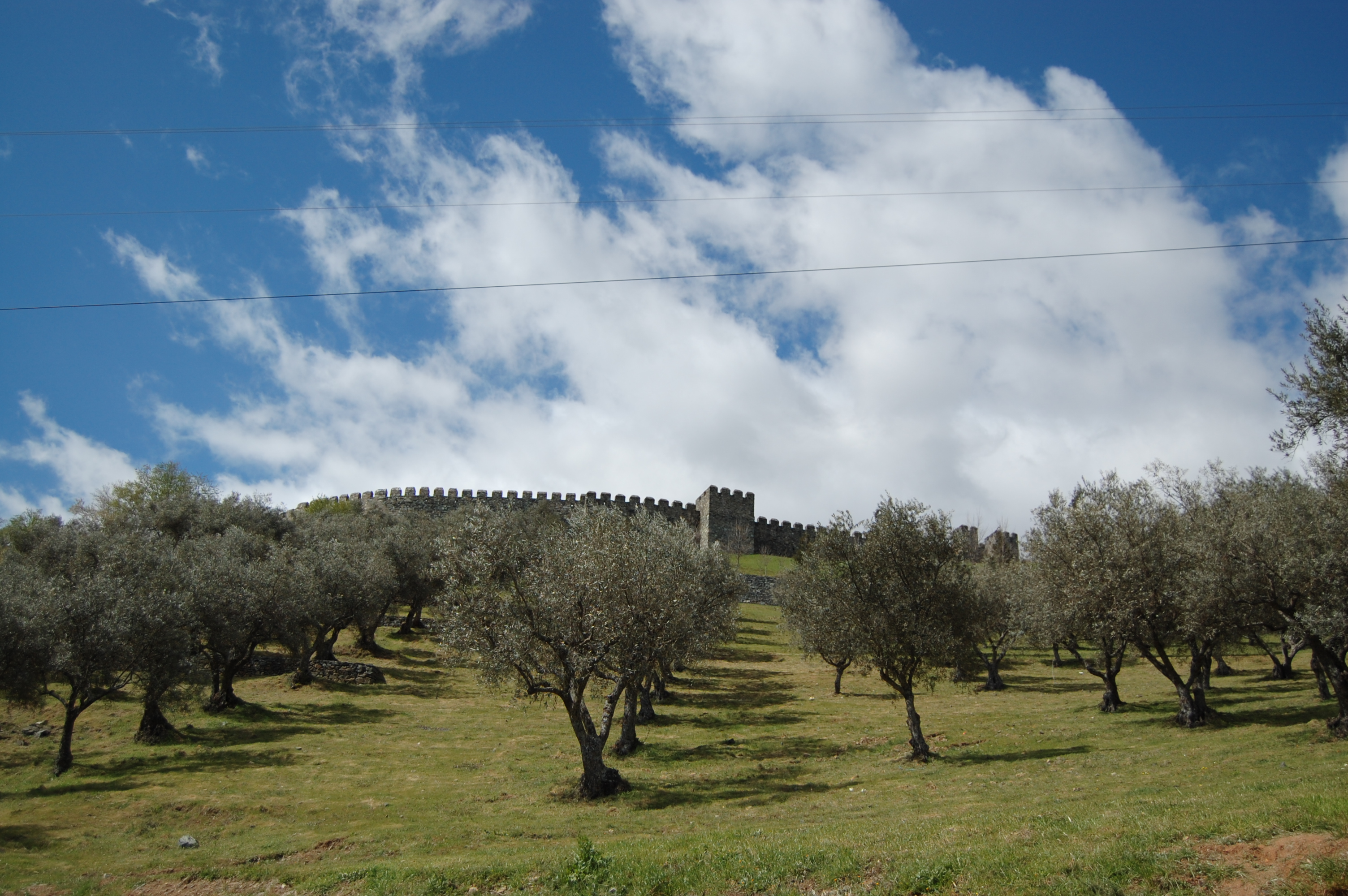
Widok u podnóża zamku (2007)

Zamek w Bragançy jest doskonałym przykładem średniowiecznej architektury militarnej łączącej elementy stylu romańskiego i gotyckiego. Zamek jest otoczony podwójnym pierścieniem murów.
- Mury obronne – wewnętrzny, wyższy mur jest wzmocniony piętnastoma wieżami i posiada dwie główne bramy: Bramę Słońca (port. Porta do Sol) i Bramę Miasta (port. Porta da Vila).
- Donżon (port. Torre de Menagem) – najbardziej charakterystyczny element zamku. Jest to potężna, kwadratowa wieża o wysokości 34 metrów, zbudowana w stylu gotyckim. Pełniła funkcje militarne i rezydencjalne. Na jej ścianach znajdują się liczne okna, a z jednej z nich wystaje kamienny pręgierz, symbol jurysdykcji miejskiej. Z jej szczytu roztacza się panoramiczny widok na miasto i okoliczne góry.
- Wieża Księżniczki (port. Torre da Princesa) – mniejsza wieża, z którą związana jest legenda o uwięzionej księżniczce.
- Domus Municipalis – unikalny w Portugalii przykład romańskiej architektury cywilnej, który pełnił funkcję ratusza[1].

## Stan obecny
Zamek w Bragançy jest jedną z głównych atrakcji turystycznych regionu Trás-os-Montes. W doskonale zachowanej cytadeli wciąż toczy się życie – znajdują się tu domy mieszkalne, kościół Santa Maria oraz historyczny Domus Municipalis. Donżon pełni funkcję muzeum wojskowego, prezentującego zbiory związane z historią portugalskiej armii.